# La espada de Ivanhoe
La espada de Ivanhoe es una película a color coproducida por Argentina e Italia y dirigida por Amerigo Anton (Tanio Boccia) a partir del guion de Arpad De Riso y Nino Scolaro. El film tuvo como protagonistas a Rik Van Nutter, Gilda Lousek, Andrea Aureli y Duilio Marzio y fue rodada parcialmente en los Estudios Cinecittà de Roma, Italia. Tuvo como títulos alternativos: La rivincita de Ivanhoe,  Rivinchita di Ivanhoe y  La venganza de Ivanhoe.
La película comenzó a filmarse como coproducción pero por desinteligencias entre las partes finalizó figurando como italiana. No se estrenó en Argentina y en Italia se estrenó el 22 de enero de 1965.

## Sinopsis
William of Ivanhoe vuelve de las Cruzadas para liberar a los Saxons en la Inglaterra del siglo XII, pide la mano de una hermosa dama y la rescata del peligro.

## Reparto
- Rik Van Nutter como Ivanhoe
- Gilda Lousek	como	Rowena of Stratford
- Andrea Aureli	como	Bertrand of Hastings
- Duilio Marzio	como	Cedric of Hastings
- Glauco Onorato	como	Lockheel
- Furio Meniconi	como	Etimbaldo
- Nando Tamberlani	como	Prior of Wessex
- Ariana Gorini como	Isabella
- Tullio Altamura como	Wilfred Cox
- Wladimiro Tuicovich	como	Redbourne
- Nerio Bernardi como Donald
- Marco Pasquini	como	Arthur of Straftord
- Vladimiro Picciafuochi como	Chester
- Renato Terra	como	Tuck
- Rainer Brandt como	Ivanhoe (voz)
- Giovanni Cianfriglia	como	Hombre de Lockey
- Franco Pasquetto

## Comentarios
El Dizionario Morandini dei Film dice que el filme:

"... no es de los peores, a pesar de los escasos medios con que fue realizado"